# Lille Ekkerøy

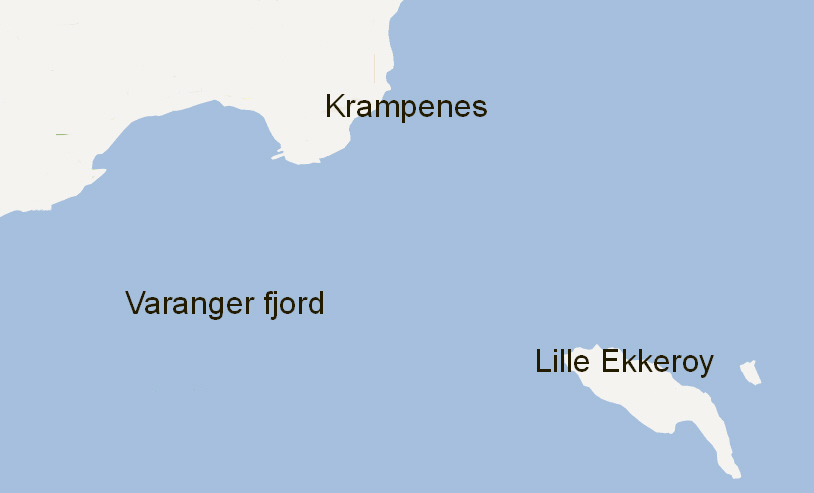

Lille Ekkerøy (av samiskans Ižžot) är en ö i Varangerfjorden i Vadsø kommun i Finnmark fylke, cirka 15 km öster om kommunens centrum. 1953 sköts en isbjörn på ön, vilket är senaste gången en isbjörn observerats så långt söderut i Skandinavien.